# هیروشی تاماکی
هیروشی تاماکی (انگلیسی: Hiroshi Tamaki؛ زادهٔ ۱۴ ژانویهٔ ۱۹۸۰) یک هنرپیشه اهل ژاپن است.